# علي مالكي
محمد علي بن حسين بن إبراهيم المالكي المكي (1287هـ - 1368هـ الموافق 1870 - 1948م) هو فقيه نحوي واصله من الأشراف الحسينين . ولد وتعلم بمكة وتوفي بالطائف، وولي إفتاء المالكية بها سنة 1340هـ ودرس بالمسجد الحرام.
خلال فترة عهد الحكومة العثمانية، عين عضواً بمجلس التمييز، ورئاسة مجلس التعزيرات.
وفي العهد الهاشمي عينه الشريف الحسين بن علي وكيلا للمعارف في الحكومة العربية الحجازية بتاريخ 7 محرم 1335هـ. بالإضافة لعضوية مجلس الشيوخ. وفي العهد السعودي عيّن عضواً برئاسة القضاء.

## سيرته
وتوفي والده وهو في الخامسة من عمره، فكفله أخوه الشيخ محمد بن حسين مفتي المالكية.
تعلم قراءة وتجويد القرآن، ولازم أخاه الشيخ عابد بن حسين مفتي المالكية، وأخذ عنه شتى العلوم الدينية والعربية، كما أخذ الفقه الشافعي عن السيد بكري شطا، وقرأ على غيرهما، كما تلقى التفسير عن الشيخ عبد الحق الإله أبادي، وأجازه في التفسير والفقه الحنفي.
كما سمع الحديث عن الشيخ محمد أبي الخضير بن إبراهيم بن إبراهيم الدمياطي. وقرأ صحيح البخاري والفقه الحنبلي على الشيخ عبد القدوس النابلسي، وأجازه بروايته، كما أجازه السيد عبد الحي الكتاني في الحديث المسلسل.
تضلع رحمه الله في العلوم النقلية والعقلية، ودرّس بالمسجد الحرام. واشتهر رحمه الله بلقب سيبويه زمانه، وسكاكي أوانه، لتضلعه في علوم اللغة العربية. كما قد درّس بدار العلوم الدينية وتخرّج على يديه عد كبير من طلبة العلم.
وسافر إلى إندونيسيا (بضمنها سومطرة) والملايا وقابل إسكندر شاه سلطان فيرق.

## ؤلفاته
له زهاء 30 كتابا كان أكثرها مخطوطا عند ولده عبد اللطيف المالكي، بمكة. طبع منها:
- (تدريب الطلاب في قواعد الإعراب) جزآن مدرسيان في النحو.
- (تهذيب الفروق) اختصر به (فروق القرافي) في أصول الفقه
- (السوانح الحازمة) نشره سنة 1317هـ

ومن كتبه المخطوطة:
- فتاوى النوازل العصرية
- انتصار الاعتصام بمعتمد كل مذهب من مذاهب الأئمة الأعلام
- القواطع البرهانية في بيان إفك غلام أحمد وأتباعه القاديانية
- (سعادة الدارين في القول بنجاح الأبوين) دارة المشيخه الصوفية  بمصر 1446 هجرية